# Gare de Saint-Rémy (Calvados)
La gare de Saint-Rémy (Calvados) est une ancienne gare ferroviaire française de la ligne de Caen à Cerisy-Belle-Étoile, située sur le territoire de la commune de Saint-Rémy, dans le département du Calvados, en région Normandie.
Elle est mise en service en 1873 par la Compagnie des chemins de fer de l'Ouest et fermée à tout trafic en 1970.

## Situation ferroviaire
Établie à 38 m d'altitude, la gare de Saint-Rémy est située au point kilométrique (PK) 272,512 de la ligne de Caen à Cerisy-Belle-Étoile, entre les gares de Croisilles - Harcourt et de Clécy-Bourg.

## Histoire
La gare est ouverte le 15 mai 1873, bénéficiant de l'extension de la ligne Flers - Berjou vers Caen. En 1878, la Compagnie des chemins de fer de l'Ouest reçoit l'autorisation d'établir un deuxième voie de marchandises à la gare de Saint-Rémy.
Son exploitation est reprise en 1908 par l'Administration des chemins de fer de l'État, puis en 1938 par la Société nationale des chemins de fer français (SNCF). Elle est exploitée jusqu’au 3 mai 1970[réf. nécessaire].

## Service des voyageurs
De 1991 à 1993, elle est utilisée dans le cadre de l’exploitation de trains touristiques. Depuis le début des années 2000, la plate-forme ferroviaire est entretenue par les soins de l’Amicale pour la mise en valeur de la ligne Caen-Flers. Depuis 2005, elle fait l'objet d'un débat pour sa réouverture au service TER. Finalement, le 12 décembre 2006, le Conseil Régional de Basse-Normandie a pris la décision de sauvegarder la ligne.
Le bâtiment voyageur a été démoli.